# Умнов, Михаил Николаевич
Михаил Николаевич Умнов (1905—1966) — советский государственный деятель, Народный комиссар финансов РСФСР в 1939 году.

## Биография
Родился 21 июля 1905 года в Кирсанов Тамбовской губернии.
Вскоре после его рождения семья перебралась в город Борисоглебск Тамбовской губернии (ныне Воронежской области). После смерти родителей некоторое время был беспризорником, затем жил у машиниста паровоза Алексея Родионовича Суворова.
В декабре 1919 года вступил в комсомол, участвовал в Гражданской войне — вёл работу по борьбе с крестьянскими отрядами Антонова в Борисоглебском уезде, был в боевых столкновениях. В 1922 году служил в Красной армии в должности политрука уездного военкомата, в ноябре 1923 года был комиссован по болезни сердца. С августа 1924 по февраль 1925 года работал заведующим Клубом политпросвета Липецкого уездного отдела народного образования. До 1 августа 1925 года заведовал Общим отделом Тамбовского губкома ВЛКСМ.
Выбыв из комсомола по возрасту, находился на советской работе в Тамбове. Работал управляющим коллективами безработных при губернском отделе труда, статистиком губотделения Госсельсклада, статистиком Союза совторгслужащих. В 1928 году был сотрудником Тамбовского губотдела, затем работал в районных финансовых органах. С 12 марта 1928 года — налоговый агент Тамбовского Губернотдела, затем работал в других губернских советских организациях. В августе 1930 года Умнов был откомандирован в распоряжение Рассказовского районного исполнительного комитета и назначен на должность заведующего районным финансовым отделом. С июня 1932 года работал заведующим в Орловском горфинотделе заведующим. В 1933 году переведен в Воронеж в областное финансовое управление и 5 сентября вступил в должность второго заместителя заведующего Областного финансового управления Центральной промышленной (Чернозёмной) области.
В 1935 году переведен на Северный Кавказ. Работал заместителем заведующего Орджоникидзевского крайфинотдела и в должности начальника Северо-Кавказского краевого управления Госстраха. В 1937 году избран членом Ворошиловского (Ставропольского) горкома ВКП(б). 23 марта 1938 года Орджоникидзевский краевой комитет ВКП(б) утвердил М. Н. Умнова заместителем заведующего Орджоникидзевского краевого финотдела. 26 июля 1938 года переведен в Москву в Наркомфин РСФСР на должность начальника управления Госстраха. Занимал этот пост до ноября 1938 года. 
С ноября 1938 года работал заместителем наркома финансов РСФСР. В период с 20 апреля по 30 сентября 1939 года был Народным комиссаром финансов РСФСР (Указ Президиума Верховного совета РСФСР от 29 июля 1939 года). Пребывание Умнова на этом посту было прервано по доносу, в результате которого был исключён из партии (восстановлен в мае 1956 года). С октября 1939 по март 1943 года работал инспектором и заведующим отделом Мособлстраха. В 1941 году трудился в течение трёх месяцев на сооружении оборонных линий под Москвой. Затем занимался заготовкой топлива для Москвы. 
С марта 1943 года по июнь 1946 года был заместителем начальника Московского городского управления государственного страхования. С июня 1946 года по август 1948 года работал старшим ревизором Московского городского финансового управления. С августа 1948 по октябрь 1954 года был ревизором в инспекциях Госстраха Бауманского, Фрунзенского и Щербаковского районов Москвы. После восстановления в партии назначен старшим контролером-ревизором Контрольно-ревизионного управления Министерства финансов по Московской области.
Умер 4 декабря 1966 года в Москве. Похоронен на Ваганьковском кладбище.
Награждён медалями «За оборону Москвы», «За доблестный труд в Великой Отечественной войне 1941-1945 гг.», «В память 800-летия Москвы».